# Berns De Reaux
Berns De Reaux född Robert Burns De Reaux 10 oktober 1883, död 12 januari 1954, skådespelare sångare och dansör. 
Den 2 december 1931 gifte han sig med Augusta Fredrika ”Asta” Andersson (12/9 1889-18/12 1970). De förblir gifta fram till hans död 1954.
Makarna vilar tillsammans på Norra begravningsplatsen i Stockholm.

## Filmografi (urval)
- 1950 - Kyssen på kryssen
- 1947 - Jens Månsson i Amerika
- 1942 - Livet på en pinne
- 1941 - Livet går vidare
- 1938 – På kryss med Albertina
- 1936 - Pensionat Paradiset
- 1936 - Intermezzo
- 1931 – Skepp ohoj!

## Teater

### Roller (ej komplett)
| År   | Roll  | Produktion                   | Regi           | Teater        |
| ---- | ----- | ---------------------------- | -------------- | ------------- |
| 1924 | Slav  | Lyckolandet                  |                | Oscarsteatern |
| 1931 | Bobby | Mammas förflutna Paul Osborn | Tollie Zellman | Vasateatern   |